# Kodannur
Kodannur es una ciudad censal situada en el distrito de Thrissur en el estado de Kerala (India). Su población es de 7655 habitantes (2011). Se encuentra a 7 km de Thrissur y a 66 km de Cochín.

## Demografía
Según el censo de 2011 la población de Kodannur era de 7655 habitantes, de los cuales 3707 eran hombres y 3948 eran mujeres. Kodannur tiene una tasa media de alfabetización del 96,24%, superior a la media estatal del 94%: la alfabetización masculina es del 97,54%, y la alfabetización femenina del 95,03%.